# Altaír Jarabo
 (avril 2014).
Si vous disposez d'ouvrages ou d'articles de référence ou si vous connaissez des sites web de qualité traitant du thème abordé ici, merci de compléter l'article en donnant les références utiles à sa vérifiabilité et en les liant à la section « Notes et références ».
Altaír Jarabo García, née le 7 août 1986 à Mexico, est une actrice mexicaine. 
Elle est connue pour avoir incarné différents rôles dans des telenovelas mexicaines, telles que Subete un Mi Moto (2002), Angel Rebelde (2003), Las Vías del Amor (2004), Inocente de Ti (2004), Código Postal (2006),  Pecados Ajenos (2007), Al Diablo con los Guapos (2007), En Nombre del Amor (2008), Mi pecado (2009), Llena de amor (2010), et récemment Abismo de Pasion (2012), Mentir par vivir (2013), Que te perdone Dios (2015), Pasion y Poder (2015-2016), Por amar sin ley (2018), Por amar sin ley 2 (2019)

## Carrière
Connue comme mannequin au Mexique, Altair Jarabo a fait ses débuts en 2002 dans Subete a mi moto, dans le rôle de Gaby, co-vedette de Vanessa Acosta et Sandra Echeverría. Elle est devenue populaire pour son rôle d'Isela en 2004, dans la telenovela Angel Rebelde  puis dans Inocente de ti, comme co-vedette de Camila Sodi, Valentino Lanús et Helena Rojo. En 2005, elle apparait dans la telenovela Las Vías del Amor et dans El Amor No Tiene Precio Vanessa.

## Filmographie

### Telenovelas
- 1993 : El Peñón del Amaranto : Karina
- 2002 : Subete a mi moto : Gabriela Narváez Soler, dite Gaby
- 2003 : Angel Rebelde : Isela Covarrubias Andueza
- 2004 : Las Vías del Amor : Vanessa Vázquez
- 2004 : Inocente de ti : Isela González
- 2005 : El Amor No Tiene Precio : Vanessa Monte y Valle
- 2006 : Código postal : Afrodita Carvajal
- 2007 : Muchachitas Como Tu : Sharis Charito Ortiz
- 2007 : Pecados Ajenos : Melissa Aguliar
- 2007 : Lola ... Érase una vez : Catherine
- 2007-2008 : Al Diablo con los Guapos : Valeria Belmonte Arango
- 2008-2009 : En nombre del amor : Romina Mondragón Ríos
- 2009-2010 : Mi pecado : Lorena Mendizabal
- 2010-2011 : Llena de amor : Ilitia Porta-Lopez Rivero
- 2012 : Abismo de pasión : Florencia Landucci Cantú
- 2013 : Mentir para vivir : Raquel Ledesma
- 2015 : Que te perdone Dios (Televisa)
- 2015-2016 : Pasión y poder : Consuelo Martínez de Montenegro[1],[2]
- 2018 : Por amar sin ley : Victoria Escalante
- 2019 : Por amar sin ley 2 : Victoria Escalante

### Cinéma
- 2009 : Me importas tú y tú : Adriana
- 2014 : Volando bajo : Abigail Restrepo-Mares
- 2015 : A la mala[3]